# René Martens
René Martens (Hasselt, 27 maggio 1955) è un ex ciclista su strada belga.

## Biografia
Nato nel 1955 ad Hasselt, nelle Fiandre, dopo diverse vittorie da dilettante, tra le quali la Flèche Ardennaise e il Circuit du Hainaut nel 1977, è passato professionista nel 1978, a 23 anni, con la C & A. In quell'anno ha partecipato al suo primo Tour de France, chiudendolo al 26º posto. 
Passato nel 1979 alla Flandria, ha preso parte, oltre che ad un altro Tour, alla Liegi-Bastogne-Liegi, arrivando 12º e alla sua unica Milano-Sanremo in carriera, terminata al 26º posto. Nello stesso anno ha ottenuto le sue prime vittorie da professionista, tra cui 1 tappa e 1 semitappa alla Setmana Catalana.
Dopo la chiusura della sua precedente squadra, nel 1980 si è trasferito alla DAF Trucks. Con questa compagine ha ottenuto le sue vittorie più importanti in carriera: una tappa al Tour de France 1981 (la 9ª da Nantes a Le Mans), ma soprattutto il Giro delle Fiandre 1982, dove ha trionfato n 6h35'40", chiudendo 21 secondi davanti ad un trio di inseguitori connazionali, nella sua unica partecipazione alla corsa. Nel 1983, con la squadra diventata Aernoudt, ha esordito alla Vuelta a España, chiudendo 48º.
Ha chiuso la carriera nel 1990, a 35 anni, dopo 1 anno alla Teka, 2 alla Fagor, 1 alla SEFB, 2 all'ADR e l'ultimo alla I.O.C. Oltre alle precedenti vittorie, in carriera ha ottenuto anche, tra gli altri, 2 successi alla Flèche Hesbignonne-Cras Avernas, 1 Schaal Sels e 1 Bordeaux-Parigi. Ha partecipato a 9 Tour de France, portandone a termine 8 (miglior risultato il 24º posto del 1982), 4 Vuelte a España, di cui 3 concluse (miglior piazzamento quello all'esordio), 2 Liegi-Bastogne-Liegi, 1 Milano-Sanremo e 1 (vittorioso) Giro delle Fiandre.
Negli anni alla DAF Trucks/Aernoudt è stato anche nazionale belga, prendendo parte a 4 gare in linea Professionisti ai Mondiali, dal 1980 al 1983, ritirandosi nella prima occasione, arrivando al traguardo nelle altre, con miglior risultato il 16º di Goodwood 1982. A San Cristóbal 1977, da dilettante, aveva già preso parte alla competizione, nella gara a cronometro a squadre, terminando ai piedi del podio.

## Palmarès
- 1975 (Dilettante, 7 vittorie)

Lummen
Schakkebroek
Kerkom
Oplinter
Scherpenheuvel
Vliermaalroot
St. Lambrechts-Herk
- 1976 (Dilettante, 13 vittorie)

Triptyque Ardennais
Internatie
Neeroeteren
Herstal-La Préalle
Emines
Brasschaat
Rummen
Romershoven-Hoeselt
Gooik
Saarland Runfarht
4ª tappa Tour de la Provincie de Liège (Soumagne, cronometro)
5ª tappa Tour de la Provincie de Liège (Welkenraedt > Rotheux)
Classifica generale Tour de la Provincie de Liège
- 1977 (Dilettante, 4 vittorie)

Flèche Ardennaise
Circuit du Hainaut
Huppaye
2ª tappa 2ª semitappa GP Faber (Contern > Contern)
- 1979 (Flandria, 3 vittorie)

Bilzen
4ª tappa 2ª semitappa Setmana Catalana (Castellvell del Camp > Esparreguera, cronometro)
5ª tappa Setmana Catalana (Esparreguera > Sitges)
- 1981 (DAF Trucks, 1 vittoria)

9ª tappa Tour de France (Nantes > Le Mans)
- 1982 (DAF Trucks, 3 vittorie)

Giro delle Fiandre
Flèche Hesbignonne-Cras Avernas
Dilsen
- 1983 (Aernoudt, 2 vittorie)

Koersel
Schaal Sels
- 1984 (Teka, 1 vittoria)

Dilsen
- 1985 (Fagor, 2 vittorie)

Bilzen
Bordeaux-Parigi
- 1987 (SEFB, 1 vittoria)

Flèche Hesbignonne-Cras Avernas

## Altri successi
- 1977 (Dilettante)

Classifica scalatori GP Faber

## Piazzamenti

### Grandi Giri
- Tour de France

1978: 26º
1979: 25º
1980: 30º
1981: 83º
1982: 24º
1983: ritirato (18ª tappa)
1984: 68º
1988: 131º
1989: 91º
- Vuelta a España

1983: 48º
1984: 51º
1985: 73º
1989: ritirato

### Classiche monumento
- Milano-Sanremo

1979: 26º
- Giro delle Fiandre

1982: vincitore
- Liegi-Bastogne-Liegi

1979: 12º
1983: 22º

### Competizioni mondiali
- Campionati del mondo

San Cristóbal 1977 - Cronometro a squadre Dilettanti: 4º
Sallanches 1980 - In linea Professionisti: ritirato
Praga 1981 - In linea Professionisti: 28º
Goodwood 1982 - In linea Professionisti: 16º
Altenrhein 1983 - In linea Professionisti: 27º